# Erigeron maguirei
Espèce
Classification APG II (2003)
Erigeron maguirei est une plante de la famille des Composées (Asteraceae). Cette espèce nord-américaine est en voie de disparition. Il reste très peu d'individus, dont la moitié se trouvent dans le Parc national de Capitol Reef.